# Système de notation musicale de Jean-Jacques Rousseau

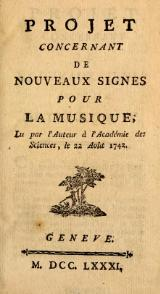
Projet concernant de nouveaux signes pour la musique

Le système de notation musicale de Jean-Jacques Rousseau est une entreprise à laquelle l'écrivain et philosophe genevois consacre ses deux premiers textes théoriques : le Projet concernant de nouveaux signes pour la musique (1742) et la Dissertation sur la musique moderne (1743). Le premier texte, de loin le plus court des deux, est un mémoire présenté à l'Académie des sciences. Les commissaires chargés d'examiner le système d'écriture proposé par le Genevois ne furent pas aussi enthousiastes que ce dernier l'avait espéré. Ils y virent même — à tort — la simple reprise d'une notation élaborée au siècle précédent par Jean-Jacques Souhaitty. Les reproches — en partie injustifiés — des commissaires de l'Académie conduisirent Rousseau à publier un second texte, la Dissertation sur la musique moderne, destiné à la fois à défendre et à corriger le système de notation exposé dans le Projet. Aussi ces deux textes doivent-ils être lus et étudiés ensemble, même s'il existe des différences de forme et de contenu entre les deux ouvrages : le premier est plus court et plus descriptif, le second — où se trouve exposée, en somme, la version définitive de la notation musicale de Rousseau — plus conceptuel et systématique.

## Les inconvénients de la notation ordinaire
Selon Rousseau, le problème de la musique en son temps est d'être trop complexe au niveau de sa notation - il ne s'occupe pas de l'exécution, c'est-à-dire de l'utilisation des instruments pour jouer ce qui est écrit sur les partitions : ce sont ces partitions qui sont trop compliquées.
Il y a « trop » de signes, du coup trop de noms à apprendre et mémoriser. D'ailleurs un même signe désigne parfois plusieurs choses (par exemple, une note placée à un certain endroit de la portée peut désigner des notes différentes selon la clef de la portée…) et ne peut alors pas être associé à un nom simple qui permettrait de mieux mémoriser sa forme, son nom et sa fonction. Cette multitude de symboles fait aussi que certains sont « bizarres » comme le dit Rousseau, c'est-à-dire inhabituels et ainsi moins évidents à mémoriser et recopier, autre élément de complication.
En outre, si ces signes nombreux et complexes permettent la précision, ils ne semblent pas être très clairs : Rousseau fait remarquer plusieurs fois que les apprentis musiciens ont souvent du mal à déchiffrer les partitions, à chanter juste - dans le bon ton.
Le projet de Jean-Jacques est donc d'exprimer tous les sons possibles et toutes les durées plus simplement. Il s'agit de mieux structurer la musique, en faisant en sorte que la valeur des signes ne soit déterminée que par la place qu'ils occupent dans la partition.

## De nouveaux signes pour la musique
Pour élaborer son système de notation musicale, Jean-Jacques Rousseau part de deux objets principaux, dont le premier est l'expression de tous les sons possibles et le deuxième, de toutes les différentes durées, tant des sons que de leurs silences relatifs, dont la différence des mouvements.
Il part, d'abord, d'un son fondamental, ut (autrement dit Do), qu'il exprime par le chiffre 1, puis à sa suite les sept sons naturels, ut, ré, mi, fa, sol, la, si par les sept chiffres 1, 2, 3, 4, 5, 6, 7, tant que ceux-ci restent dans l'octave.
Lorsqu'il est question de sortir de l'octave, il se sert du point placé au-dessus pour une note de l'octave immédiatement au-dessus. Le placement de ce point indique aussi que les notes qui suivent le seront jusqu'au prochain signe. Pour l'octave immédiatement inférieure à la note considérée, même chose mais le point est placé en dessous. Le nombre de points désigne le nombre d'octaves augmentées ou descendues.

Rousseau prévoit par ailleurs d'utiliser des chiffres barrés pour indiquer les accidents mais "retranche donc le bécarre comme inutile" :
Le dièse s'exprime par une petite ligne qui croise la note en montant de gauche à droite, sol dièsé par exemple s'exprime ainsi, 5̸, fa dièsé ainsi, 4̸; le bémol s'exprime aussi par une semblable ligne qui croise la note en descendant

## Utilisation des travaux de Rousseau au Japon et en Chine
La notation chiffrée préconisée par Rousseau est utilisée en Chine et au Japon :
La notation chiffrée, inventée par Rousseau (1742) et introduite du Japon en Chine au début du xxe siècle, s’écrit horizontalement de gauche à droite. Elle comprend les signes de hauteur 1234567, prononcés do-ré-mi-fa-sol-la-si. Les octaves inférieures et supérieures sont marquées par des points souscrits ou suscrits. La hauteur ainsi indiquée est relative à une note de référence prise dans un autre système. Les Chinois ont ici emprunté le système germano-anglais CDEFGAB pour désigner les hauteurs absolues.

### Sources primaires
Les textes de Rousseau sur la notation musicale se trouvent, pour l'essentiel, dans le tome V des Œuvres complètes, Paris, Gallimard, Bibliothèque de la Pléiade, 1995. On se reportera au Projet concernant de nouveaux signes pour la musique et à la Dissertation sur la musique moderne, mais également à la Lettre à M. Burney, ainsi qu'aux articles « Note », « Solfier », « Papier réglé », « Partition », et « Mode » du Dictionnaire de Musique.

### Sources secondaires
- Frédéric de Buzon, « Musique et notation : remarques sur le projet concernant de nouveaux signes pour la musique », in Rousseau et les sciences, Sous la direction de Bernadette Bensaude-Vincent et Bruno Bernardi, Paris, L'Harmattan, 2003  (ISBN 2-7475-5100-8), p. 21-32.
- Sidney Kleinman, « L’enseignement musical chez Rousseau : sur la voie de la composition », in Rousseau, l’« Emile » et la Révolution, publié par Robert Thiéry, Paris, Universitas, 1992  (ISBN 2740000022), p. 525-534.